# Eugen Kalmár
Eugen Kalmár, en húngaro Jenő Kalmár, (Csernely, 28 de diciembre de 1873 - Bratislava, 21 de octubre de 1937) fue un explorador, etnógrafo e ingeniero húngaro.

## Biografía
Estudió en una academia militar, se convirtió en ingeniero y vivió en Berlín, donde fue presidente de la Asociación Húngara de Berlín. 
En 1899, fue contratado por la Sociedad para el Sur de Camerún y viajó al Camerún, donde inspeccionó y cartografió el interior del país para evaluar la posibilidad de establecer asentamientos comerciales para exportar a Europa marfil y caucho. Las cartas que escribió a su familia en esos años contienen detalladas descripciones de la vida, tradiciones y costumbres de las poblaciones nativas, así como de las batallas que libraron entre sí y contra los europeos. Posteriormente se convirtió en director general de la Sociedad para el Sur de Camerún. 
Regresó a Hungría en 1912 y dio numerosas conferencias en sociedades científicas, las cuales también publicaron sus informes. Donó una valiosa colección de objetos africanos al Museo Etnográfico Húngaro. Su detallado diario de viaje y algunos mapas que dibujó se exhiben en el Museo Geográfico Húngaro. 
Participó en la Primera Guerra Mundial, en la que resultó herido. Después de la guerra se instaló en Bratislava y murió allí en 1937. 

## Obras
- Meine Erfahrungen im dunkelsten Afrika [Mis experiencias en la más oscura África] (1911).
- Aus meinen Erfahrungen in Südkamerun [De mis experiencias en el sur de Camerún] (1913).
- Neger-Volkssitten in Kamerun [Costumbres populares negras en Camerún] (1913).